# О’Брајен (Тексас)
О’Брајен (енгл. O’Brien) град је у америчкој савезној држави Тексас. По попису становништва из 2010. у њему је живело 106 становника.

## Демографија
Према попису становништва из 2010. у граду је живело 106 становника, што је 26 (19,7%) становника мање него 2000. године.
| Група             | 2000.      | 2010.      |
| Белци             | 59 (44,7%) | 57 (53,8%) |
| Афроамериканци    | 0 (0,0%)   | 0 (0,0%)   |
| Азијати           | 0 (0,0%)   | 1 (0,9%)   |
| Хиспаноамериканци | 73 (55,3%) | 47 (44,3%) |
| Укупно            | 132        | 106        |